# MATADOR
MATADOR（Man-portable Anti-Tank, Anti-DOoR）は、シンガポールのシンガポール防衛科学技術局がイスラエルのラファエル・アドバンスド・ディフェンス・システムズおよびドイツのダイナマイト・ノーベル・ディフェンスと共同で開発した携帯式対軽装甲車両・対構築物用擲弾発射器である。
ドイツでは、RGWシリーズの名称で呼ばれている。

## 概要
MATADORは、市街戦での運用を前提に発射時のバックブラストを最小限に抑える目的で、発射筒の後部にカウンターマスを充填して弾頭発射時に後方に吹き飛ばすという、比較的原始的なデイビス式無反動砲方式をあえて採用している。

## 派生型
RGW60
60mm口径モデル。弾頭種類には、HEAT（対戦車榴弾）、HEAT-MP（多目的対戦車榴弾）、HESH（粘着榴弾）、ASM（対構築物弾）がある。
RGW90
90mm口径モデル。弾頭種類には、HH（対戦車榴弾/粘着榴弾）、HH-T（タンデム式対戦車榴弾/粘着榴弾）、LRMP（長射程多目的弾）、ASM（対構築物弾）、Illum（照明弾）、Smoke（発煙弾）がある。
RGW110
開発中の110mm口径モデル。RGW60/90の口径拡大型として開発されたモデルで、製造メーカーのダイナマイト・ノーベル・ディフェンス社では、同社製のパンツァーファウスト3の後継と位置付けている。

## 運用国
- ベルギー - RGW90 HEAT、RGW90 HESH、RGW90 AS[2]
- ドイツ - RGW90 AS、RGW90 LRMP（制式名：Wirkmittel 90）[2]
- イスラエル - MATADOR[2]
- シンガポール - MATADOR[2]
- スロベニア[2]
- ウクライナ - RGW90[2]
- イギリス - RGW90 AS[2]
- アメリカ合衆国 - RGW60、RGW90[2]

## 登場作品

### ゲーム
『Project Reality（BF2）』
イスラエル国防軍の対戦車兵器として登場。多目的に利用が可能なMP型が登場する。